# 山根村 (茨城県)
山根村（やまねむら）は茨城県東茨城郡にかつて存在した村である。

## 地理
- 現在の水戸市の北西部に位置する。
- 村は朝房山の東に位置する。

## 歴史
朝房山の山麓部に村が位置するため山根村となった。

### 村域の変遷
- 1889年（明治22年）4月1日 - 町村制施行により、成沢村・木葉下村・谷津村・全隈村・開江村が合併し東茨城郡山根村が発足。
- 1955年（昭和30年）4月1日 - 分割合併により、消滅。
  - 一部（成沢を除く）は上中妻村と河和田村の一部（赤塚を除く）と合併し、赤塚村が発足。
  - 残部（成沢）は飯富村と合併し、飯富村が発足。
- 1957年（昭和32年）6月1日 - 飯富村が那珂郡国田村とともに水戸市へ編入される。[1]
- 1958年（昭和33年）4月1日 - 赤塚村が水戸市へ編入される。[1]

変遷表
| 1868年 以前 | 1868年 以前 | 明治22年 4月1日 | 昭和30年 4月1日 | 昭和32年 6月1日 | 昭和33年 4月1日 | 現在   |
| ----------- | ----------- | --------------- | --------------- | --------------- | --------------- | ------ |
|             | 成沢村      | 山根村          | 飯富村          | 水戸市 に編入   | 水戸市          | 水戸市 |
|             | 木葉下村    | 山根村          | 赤塚村          | 赤塚村          | 水戸市 に編入   | 水戸市 |
|             | 谷津村      | 山根村          | 赤塚村          | 赤塚村          | 水戸市 に編入   | 水戸市 |
|             | 全隈村      | 山根村          | 赤塚村          | 赤塚村          | 水戸市 に編入   | 水戸市 |
|             | 開江村      | 山根村          | 赤塚村          | 赤塚村          | 水戸市 に編入   | 水戸市 |

## 大字
- 成沢（なるさわ）
- 木葉下（あぼっけ）
- 谷津（やつ）
- 全隈（またぐま）
- 開江（ひらくえ）

## 人口・世帯

### 人口
総数 [単位： 人]
| 1891年（明治24年） | 2,021 |
| 1920年（大正 9年） | 2,285 |
| 1935年（昭和10年） | 2,554 |
| 1950年（昭和25年） | 3,425 |

### 世帯
総数 [単位： 世帯]
| 1920年（大正 9年） | 497 |
| 1935年（昭和10年） | 487 |
| 1950年（昭和25年） | 621 |